# Тай, Кристофер
Кристофер Тай (Christopher Tye; ок. 1505—1573) — английский композитор эпохи Возрождения.

## Биография
В 1536, получив степень бакалавра музыки в Кембриджском университете, работал как хорист в церковном хоре Королевского колледжа (King’s College) и преподавал там (примерно до 1539) основы музыки. С 1541 или 1543 до 1561 занимал (с перерывами) пост регента (руководителя хора) и органиста Кафедрального собора Или. В 1545 получил степень доктора Кембриджского университета. В дальнейшей карьере Тай обязан реформатору церкви и канцлеру (с 1547) года университета Ричарду Коксу, который ввёл Тая в высшие круги аристократического общества. С большой вероятностью Тай давал уроки музыки принцу Эдуарду и пользовался его уважением, о чём косвенно свидетельствуют панегирические стихи из (написанной позже) пьесы С.Роули. В пьесе принц обращается к Таю с такой речью:
I oft have heard my father [Henry VIII] merrily speake

In your high praise, and thus his highnesse saith,

‘England one God, one truth, one doctor hath

For musick’s art, and that is Doctor Tye,

Admired for skill in musick’s harmony'.
В 1560 в Или был рукоположен в диаконы, и в том же году — в священники, однако, согласно некоторым современным свидетельствам, пренебрегал своими приходскими обязанностями.

## Творчество

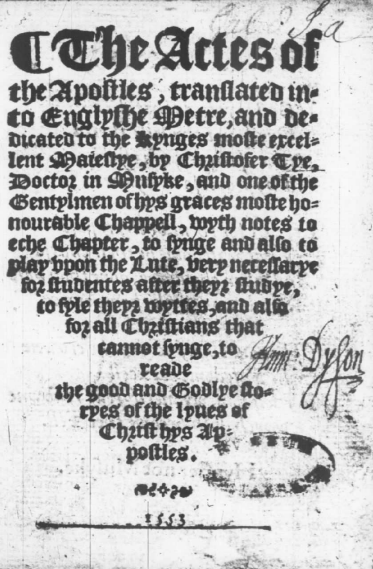
Деяния апостолов. Титульный лист сборника (1553, единственная прижизненная публикация Тая)

Писал католическую (латинскую) и протестантскую (английскую) церковную музыку; более поздние по стилю английские церковные сочинения Тай писал уже в годы царствования Эдуарда VI. Среди латинских сочинений 3 мессы (самая известная — на тему популярной песни «Западный ветер» — «Western Wind»), 2 магнификата, мотеты, в том числе на знаменитые тексты Te Deum и Salve Regina. Среди английских — стихотворные («метрические») «Деяния апостолов» (1553, единственная прижизненная публикация), многоголосные обработки (в основном, на 4 голоса) «метрической» Псалтири, антемы.
В области инструментальной музыки (только для консорта виол; возможно, сам играл на виоле) известен как композитор, написавший наибольшее количество (24) фантазий на In nomine, 20 из которых снабжены программными заголовками, иногда загадочными, например, «Blamles» («Невинная»?), «Follow me» («Следуй за мной»), «My deathe bedde» («Моё смертное ложе»). Некоторые пьесы выглядят как эксперименты в музыкальной ритмике: «Trust» написана на 5/4, в «Howld fast» cantus firmus изложен в другой мензуре, нежели развивающие его голоса, в большой и контрапунктически сложной «Sit fast» (смысл заголовка неясен) используется техника пропорционального канона.